# Яковенко Дмитро Олександрович
Дмитро́ Олекса́ндрович Якове́нко (нар. 6 травня 1971, Каратау, Казахська РСР) — український футболіст, захисник, гравець збірної України. Відомий виступами за дніпропетровський «Дніпро» першої половини 1990-х, з яким тричі вигравав медалі чемпіонатів України.

## Кар'єра
Народився в Казахській РСР, вихованець Казахського республіканського спортивного інтернату в Алма-Аті.
Перші матчі серед майстрів зіграв у 1989 за столичну команду РШВСМ (Республіканської школи вищої спортивної майстерності), яка йшла останньою у 8-ій зоні другої радянської ліги. Влітку того ж року перейшов до команди з верхньої частини таблиці цієї ж ліги — джамбульського «Хіміка», де він завершував 1989 рік як запасний, а вже з наступного року став гравцем основного складу.
Взимку 1992 року Яковенко переїхав до України, де став виступати за першоліговий чортківський «Кристал». Вже влітку перейшов до вищолігового дніпровського «Дніпра» та одразу став основним захисником і залишався ним протягом чотирьох сезонів. У складі «Дніпра» здобув срібні медалі сезону 1992—93 та отримав досвід виступів у єврокубках, провівши два матчі в Кубку УЄФА 1993—94. Отримавши українське громадянство, Дмитро Яковенко був викликаний до збірної України, в складі якої 18 травня 1993 зіграв свій перший і єдиний матч — товариську гру проти Литви.
Влітку 1996 перейшов до «Кривбаса», де відіграв півсезону.
Взимку 1997 року виїхав до Росії, де пробував себе в московському ЦСКА, але грав переважно за дубль. Уже влітку Яковенко був відданий в оренду до першолігового раменського «Сатурна». Далі він змінював клуби щороку: сезон 1998 року грав за аутсайдера першої ліги «Камаз-Чалли» з Набережних Човнів, наступного року перейшов до клубу «Спартак» (Кострома), який грав у другій лізі, а завершив російський етап своєї кар'єри в першоліговій сочинській «Жемчужині».
2001 року перейшов до одного з лідерів чемпіонату Казахстану «Атирау». Команда завоювала срібні медалі та путівку до Кубку УЄФА, однак Яковенко провів лише 8 матчів за сезон, переважно залишаючись у запасі.
2002 року повернувся до України, приєднавшись до першолігового золочівського «Сокола», однак не став гравцем основи й там, зігравши лише три матчі. Навесні 2003 року грав за казахстанський «Тараз» (колишній «Хімік» (Джамбул) — один з перших клубів Яковенка), але влітку залишив клуб. Надалі він грав за аматорський нікопольський клуб ПК «Дніпровський», на той час лідер дніпропетровських обласних змагань. 2004 року востаннє зіграв за професійний клуб — провів один матч за першолігове «Полісся» (Житомир), після чого залишив клуб. Останні роки грав у аматорських клубах: 2005 року виступав у чемпіонаті ААФУ в складі «Європи» (Прилуки), далі грав за дніпропетровські «Локомотив-Ветеран», «СтеклоПласт» та «Алан».
Після завершення кар'єри не був помічений у пов'язаній з футболом діяльності, крім участі в товариських матчах ветеранів «Дніпра».

## Статистика

### Статистика клубних виступів
| Сезон   | Команда                               | Чемпіонат | Чемпіонат | Чемпіонат | Національний кубок | Національний кубок | Національний кубок | Континентальні кубки | Континентальні кубки | Континентальні кубки | Інші змагання | Інші змагання | Інші змагання | Усього | Усього |
| Сезон   | Команда                               | Ліга      | Ігор      | Голів     | Ліга               | Ігор               | Голів              | Ліга                 | Ігор                 | Голів                | Ліга          | Ігор          | Голів         | Ігор   | Голів  |
| ------- | ------------------------------------- | --------- | --------- | --------- | ------------------ | ------------------ | ------------------ | -------------------- | -------------------- | -------------------- | ------------- | ------------- | ------------- | ------ | ------ |
| 1989    | РШВСМ (Алма-Ата)                      | 2Л        | 7         | 0         | —                  | —                  | —                  | —                    | —                    | —                    | —             | —             | —             | 7      | 0      |
| 1989    | «Хімік» (Джамбул)                     | 2Л        | 4         | 0         | —                  | —                  | —                  | —                    | —                    | —                    | —             | —             | —             | 4      | 0      |
| 1990    | «Хімік» (Джамбул)                     | 2Л        | 37        | 1         | —                  | —                  | —                  | —                    | —                    | —                    | —             | —             | —             | 37     | 1      |
| 1991    | «Хімік» (Джамбул)                     | 2Л        | 38        | 2         | —                  | —                  | —                  | —                    | —                    | —                    | —             | —             | —             | 38     | 2      |
| 1992    | «Кристал» (Чортків)                   | 1Л        | 9         | 0         | —                  | —                  | —                  | —                    | —                    | —                    | —             | —             | —             | 9      | 0      |
| 1992—93 | «Дніпро» (Дніпропетровськ)            | ВЛ        | 24        | 1         | КУ                 | 2                  | 0                  | —                    | —                    | —                    | —             | —             | —             | 26     | 1      |
| 1993—94 | «Дніпро» (Дніпропетровськ)            | ВЛ        | 20        | 0         | КУ                 | 5                  | 0                  | КУЄФА                | 2                    | 0                    | —             | —             | —             | 27     | 0      |
| 1994—95 | «Дніпро» (Дніпропетровськ)            | ВЛ        | 17        | 0         | КУ                 | 7                  | 0                  | —                    | —                    | —                    | —             | —             | —             | 24     | 0      |
| 1995—96 | «Дніпро» (Дніпропетровськ)            | ВЛ        | 18        | 1         | КУ                 | 2                  | 0                  | —                    | —                    | —                    | —             | —             | —             | 20     | 1      |
| 1996—97 | «Кривбас» (Кривий Ріг)                | ВЛ        | 13        | 0         | КУ                 | 1                  | 1                  | —                    | —                    | —                    | —             | —             | —             | 14     | 1      |
| 1997    | ЦСКА (Москва)                         | ВЛ        | 3         | 0         | —                  | —                  | —                  | —                    | —                    | —                    | —             | —             | —             | 3      | 0      |
| 1997    | «Сатурн» (Раменське)                  | 1Л        | 9         | 0         | —                  | —                  | —                  | —                    | —                    | —                    | —             | —             | —             | 9      | 0      |
| 1998    | «Камаз-Чалли» (Наб. Човни)            | 1Л        | 29        | 0         | —                  | —                  | —                  | —                    | —                    | —                    | —             | —             | —             | 29     | 0      |
| 1999    | «Спартак» (Кострома)                  | 2Л        | 32        | 2         | КР                 | 1                  | 0                  | —                    | —                    | —                    | —             | —             | —             | 33     | 2      |
| 2000    | «Жемчужина» (Сочі)                    | 1Л        | 27        | 1         | КР                 | 1                  | 0                  | —                    | —                    | —                    | —             | —             | —             | 28     | 1      |
| 2001    | «Атирау»                              | ВЛ        | 3         | 0         | КК                 | 5                  | 0                  | —                    | —                    | —                    | —             | —             | —             | 8      | 0      |
| 2002—03 | «Сокіл» (Золочів)                     | 1Л        | 3         | 0         | —                  | —                  | —                  | —                    | —                    | —                    | —             | —             | —             | 3      | 0      |
| 2003    | «Тараз»                               | СЛ        | 13        | 0         | КК                 | 1                  | 0                  | —                    | —                    | —                    | —             | —             | —             | 14     | 0      |
| 2004    | ПК «Дніпровський» (Нікополь)          | Обл.      | ?         | ?         | —                  | —                  | —                  | —                    | —                    | —                    | —             | —             | —             | ?      | ?      |
| 2004—05 | «Полісся» (Житомир)                   | 1Л        | 1         | 0         | —                  | —                  | —                  | —                    | —                    | —                    | —             | —             | —             | 1      | 0      |
| 2005    | «Європи» (Прилуки)                    | ААФУ      | 5         | 0         | —                  | —                  | —                  | —                    | —                    | —                    | КААФУ         | 0             | 0             | 5      | 0      |
| 2007    | «СтеклоПласт» (Дніпропетровськ)       | Міста     | 18        | 2         | —                  | —                  | —                  | —                    | —                    | —                    | —             | —             | —             | 18     | 2      |
| 2007    | «Локомотив-Ветеран» (Дніпропетровськ) | Обл.      | 1         | 0         | —                  | —                  | —                  | —                    | —                    | —                    | —             | —             | —             | 1      | 0      |
| 2008    | «Авіо» (Дніпропетровськ)              | Обл.      | 1         | 0         | —                  | —                  | —                  | —                    | —                    | —                    | —             | —             | —             | 1      | 0      |
| 2008    | «СтеклоПласт» (Дніпропетровськ)       | Міста     | 9         | 2         | —                  | —                  | —                  | —                    | —                    | —                    | —             | —             | —             | 9      | 2      |

### Статистика виступів за збірну
У складі національної збірної України провів один матч.
| 01. | 18.05.1993 | «Жальгіріс», Вільнюс | Литва | 2—1 | Товариський матч | Литва |  |  |  |

## Нагороди
Командні
- Чемпіонат України: 2-ге місце (1992/93), двічі 3-є місце (1994/95, 1995/96) — всі у складі «Дніпра».
- Кубок України: фіналіст (1995 у складі «Дніпра»).
- Чемпіонат Казахстану: 2-ге місце (2001, у складі «Атирау»).

Індивідуальні
- У списку найкращих гравців сезону: 1 раз у списку «12 найкращих» (1992/93).